# 에밋 틸 피살 사건
에밋 틸 피살 사건은 1955년 8월 28일 14세의 흑인 소년 에밋 루이스 틸(영어: Emmett Louis Till)이 미시시피주 머니(Money) 시의 삼촌 댁의 잠자리에서 납치된 뒤, 사흘 뒤 인근 강가에서 구타와 총상의 흔적이 남겨진 시신으로 발견된 사건이다. 49년 뒤인 2004년 5월 미국 법무부가 해당 사건을 재수사하겠다고 발표했다.

## 피살 사건
틸은 시카고에서 나고 자랐다. 1955년 8월 20일 14세의 틸은 미시시피주 머니 시에 거주하는 삼촌과 사촌 형제들을 방문하기 위해 기차를 탔다. 그의 어머니는 걱정하며 방문을 만류했지만, 남부의 인종 차별을 경험해 본 적이 없었던 틸은 크게 신경 쓰지 않았다. 8월 24일 그는 사촌 형제 등 또래들과 함께 물건을 사려고 소매점에 들어갔다. 틸이 소매점에서 정확히 무엇을 하였는지에 대해서는 여러 가지 설명이 있다. 확인된 것은 그가 풍선 껌 한 통을 샀다는 것, 알려진 것은 그가 계산대 일을 보던 식료품점 주인 로이(Roy Bryant)의 아내인 백인 여성 캐롤린 브라이언트에게 휘파람을 불고 손을 건드렸다는 것이다. 이는 당시 남부에선 금기에 해당하는 행동이었다.
나흘 뒤인 28일 새벽 2시 30분 틸이 사촌 집에서 잠을 자던 중, 로이와 그의 이복 동생 밀엄(J.W Milam)이 틸을 끌고 갔다. 틸이 실종된 지 사흘 뒤 인근 강가에서 시신으로 발견됐다. 그의 몸은 구타의 흔적으로 얼굴을 알아보기 힘든 지경이었으며, 머리 등 곳곳에 총상이 있었다. 그의 신원을 확인해준 것은 아버지의 유품으로 어머니가 그에게 끼워준 반지였다.

## 장례

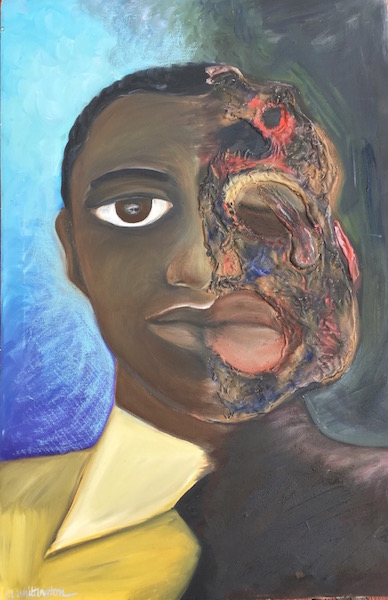
14살의 에밋 틸이 린치당한 모습이 묘사된 회화. Dr. Lisa Whittington 의 2012년 작품. (Mixed Media on Canvas, 24 in. x 36 in., Collection of Mississippi Civil Rights Museum)

에밋 틸의 어머니 메이미 틸은 시카고의 지역 교회에서 아들의 장례를 치를 때 아들의 시신을 담은 관을 5일 간의 장례식 동안 열어 두기로 결정했다. 참담하게 훼손된 얼굴을 공개함으로써 백인의 끔찍한 증오범죄를 모든 사람들이 볼 수 있도록 하겠다는 것이었다. 대부분 흑인이었을 약 10만 명의 시민이 틸의 시신을 보았다고 전해진다.
메이미 틸은, 두 달 전만 하더라도 자기에게는 집도, 직장도, 아들도 있었고 남부에서 흑인들이 겪는 어려움은 도시지역 중산층인 자기 일이 아니라 생각했지만, 아들의 살해 사건을 계기로 남부에서 여전히 자행되는 혹독한 인종차별이 남의 일이 아니라는 것을 깨닫게 되었다고 밝혔다. 이후 그녀는 민권운동에 헌신하게 된다.

## 수사 및 재판
두 명의 백인 남성 로이와 밀엄이 틸을 살해한 혐의로 기소되었고, 이 사건은 미국 언론의 관심을 받았다. 하지만 전원 백인으로 구성된 배심원단이 2명의 피고에게 무죄 평결을 내렸다. 린치에 가담한 다른 백인들 중 아무도 기소되지 않았다. 무죄로 방면된 두 피고는 한 잡지 인터뷰를 통해 자신들이 틸을 죽였다고 무용담처럼 자랑하기까지 했다.

## 영향
이 사건은 흑인 사회의 분노를 불러일으켜, 민권운동이 남부 전역으로 번지는 계기가 되었다. 더불어 이 사건은 미국 배심원제가 소수 인종에게 불리하다는 문제점을 전면에 드러낸 계기가 되기도 했다.
같은 해 12월 앨라배마주 몽고메리의 로자 파크스가 버스 흑백분리에 저항하였고, 이후 1년여 간 몽고메리 버스 보이콧 운동이 확산되었다.

## 에밋 틸 사건을 소재로 한 작품
1986년 올버니 대학교에서 상연된 토니 모리슨의 첫번째 희곡 "꿈꾸는 에밋"(Dreaming Emmett)이 에밋 틸 사건을 다루었다.
2020년 8월부터 10월까지 방영된 HBO의 "러브크래프트 컨트리"(Lovecraft Country) 제 8화 "Jig-a-bobo"에서 에밋 틸 사망 후 단체 조문하는 장면이 나온다.

## 기념
2009년 에밋 틸의 유가족은 에밋 틸의 관을 스미스소니언 아프리칸ㆍ아메리칸 역사문화 박물관에 기증했다. 현재는 전시객들에게 공개되어 있다.

## 같이 보기
- 1968년 볼티모어 폭동
- 로드니 킹 ＆ 라타샤 할린스 피살 사건 ⇒ 1992년 로스앤젤레스 폭동
- 에릭 가너 피살 사건
- 트레이번 마틴 피살 사건
- 마이클 브라운 총격 사건 ⇒ 2014년 퍼거슨 봉기
- 2015년 볼티모어 폭동
- 조지 플로이드 사망 사건 ⇒ 조지 플로이드 사망 항의 시위